# Hjelmtoppane
Die Hjelmtoppane (norwegisch für Helmspitzen) sind eine Gruppe aus Nunatakkern im ostantarktischen Königin-Maud-Land. Sie ragen in der Yttersida des Gebirges Sør Rondane auf.
Wissenschaftler des Norwegischen Polarinstituts benannten sie 2017.